# Scottville, Michigan

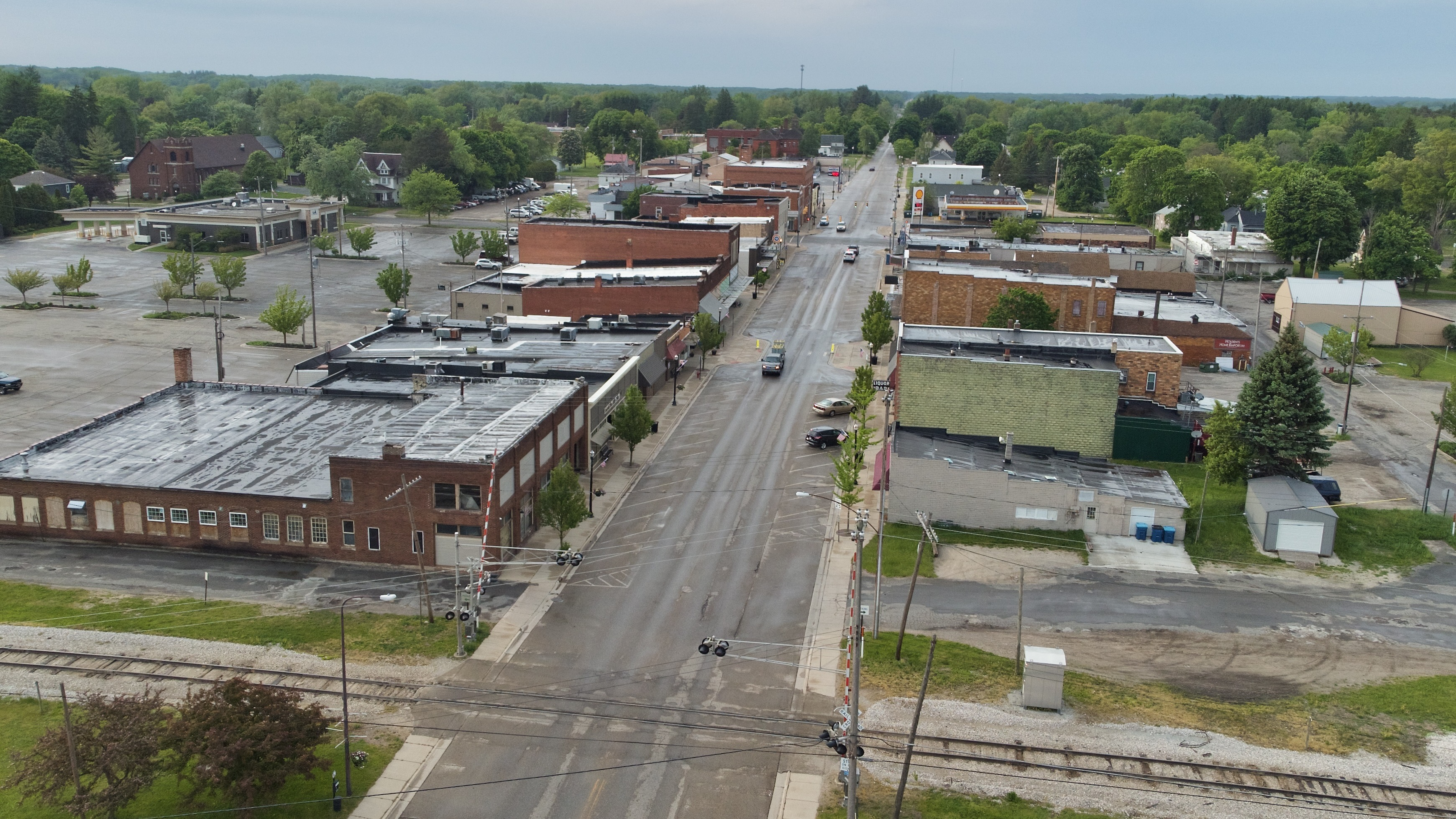

Scottville är en ort i Mason County i Michigan. Vid 2020 års folkräkning hade Scottville 1 356 invånare.